# Copa del Món de Futbol ConIFA
La Copa del Món de Futbol ConIFA és un torneig internacional de futbol organitzat per ConIFA, una associació que agrupa els estats, les minories, els pobles sense estat i les regions no afiliades a la FIFA, i que se celebra cada dos anys (anys parells).

## Història

### Lapònia 2014
El maig de 2013 es va anunciar que ConIFA Lapònia havia estat triada com a seu de la Copa del Món de Futbol ConIFA inaugural a Östersund, Suècia. Seria un torneig per invitació, que duraria de l'1 al 8 de juny de 2014, disputant-se tots els partits a l'estadi Jämtkraft Arena. Dotze equips prendran part en el campionat. Les seleccions de futbol de Catalunya i l'Illa de Pasqua havien de participar en el torneig, però en última instància no ho van fer.
El sorteig inicialment va col·locar a les seleccions del Quebec i Martinica en el Grup C i Zanzíbar en el Grup D. No obstant, el maig de 2014, es va anunciar que el Quebec i Zanzíbar es retiraven del torneig. L'equip del Quebec es va afiliar a la Federació de Futbol del Quebec, amb la intenció de, en un futur, poder esdevenir membre de la CONCACAF. Pel que fa a l'equip de Zanzíbar, va ser incapaç d'obtenir visats per entrar a Suècia i, per tant, es van veure obligats a retirar-se del torneig. El lloc del Quebec va ser substituït per Ossètia del Sud, mentre que Zanzíbar va ser substituït per la selecció del Comtat de Niça, que precisament guanyaria el torneig a la tanda de penals contra la selecció de l'Illa de Man.

### Abkhàzia 2016
Aquesta edició es va jugar entre el 28 de maig fins al 6 de juny de 2016 a les poblacions d'Abkhàzia, a l'àrea reclamada per Geòrgia. El torneig el va guanyar la selecció amfitriona a la tanda de penals contra la selecció del Panjab.

### Barawa 2018
En la competició de 2018, el torneig es va ampliar de 12 a 16 equips i va comptar amb un conjunt complet de criteris de qualificació establerts per ConIFA. A més d'una ronda prèvia classificatòria, el torneig de 2018 va comptar amb un sistema de classificació per punts als partits de les seleccions, que es van destinar a l'adjudicació de diversos llocs continentals a les diverses zones geogràfiques de ConIFA. Per primera vegada, equips d'Amèrica del Nord i Oceania van guanyar posicions en la competició.
Aquesta edició es va jugar es va jugar a Londres i rodalia entre el 31 de maig i el 9 de juny de 2018. El torneig el va guanyar la selecció de Transcarpàcia en la tanda de penals contra la selecció de Xipre del Nord.

### Macedònia del Nord 2020
El gener de 2019, a la Reunió General Anual de ConIFA a Cracòvia, Polònia, es va anunciar que Somalilàndia havia estat seleccionada per ser l'amfitrió de la Copa Mundial de Futbol de ConIFA de 2020. L'agost de 2019, ConIFA va anunciar que Somalilàndia havia renunciat als drets d'allotjament per a la Copa Mundial sense nomenar un reemplaçament. Posteriorment, Cornualla va fer una oferta per organitzar el torneig. El desembre de 2019, ConIFA va anunciar que el torneig se celebraria a Skopje, la capital de Macedònia del Nord, sense cap membre de ConIFA com a amfitrió designat. Tanmateix, el 23 de març de 2020, ConIFA va anunciar que el torneig no es disputaria a causa de la pandèmia de COVID-19.

### Kurdistan 2024
La ConIFA va anunciar al seu compte oficial de Twitter el 9 de maig de 2023 que els drets d'organització de la Copa del Món ConIFA 2024 havien estat atorgats a la Federació de Futbol del Kurdistan. El 30 d'abril de 2024, la Federació de Futbol del Kurdistan va anunciar que el torneig seria posposat fins a l'estiu de 2025, citant preocupacions de seguretat que impedien a alguns equips viatjar a la regió. El 9 de setembre de 2024, la ConIFA va anunciar que la Federació de Futbol del Kurdistan havia estat suspesa després de retirar-se com a amfitriona del torneig de 2024 i del torneig reprogramat de 2025, fins que es pagués una sanció econòmica.

## Edicions
Aquesta taula mostra els principals resultats de la fase final de cada Copa del Món de Futbol ConIFA.
| Any          | Amfitrió           | Campió                                         | Resultat                                       | Subcampió                                      | Tercer lloc                                    | Resultat                                       | Quart lloc                                     | Núm. d'equips |
| ------------ | ------------------ | ---------------------------------------------- | ---------------------------------------------- | ---------------------------------------------- | ---------------------------------------------- | ---------------------------------------------- | ---------------------------------------------- | ------------- |
| 2014 Detalls | Lapònia            | Comtat de Niça                                 | 0–0 (5–3 p)                                    | Illa de Man                                    | Arameus                                        | 4–1                                            | Ossètia del Sud                                | 12            |
| 2016 Detalls | Abkhàzia           | Abkhàzia                                       | 1–1 (6–5 p)                                    | Panjab                                         | Xipre del Nord                                 | 2–0                                            | Padània                                        | 12            |
| 2018 Detalls | Barawa             | Transcarpàcia                                  | 0–0 (3–2 p)                                    | Xipre del Nord                                 | Padània                                        | 0–0 (5–4 p)                                    | País Székely                                   | 16            |
| 2020 Detalls | Macedònia del Nord | Cancel·lada a causa de la pandèmia de COVID-19 | Cancel·lada a causa de la pandèmia de COVID-19 | Cancel·lada a causa de la pandèmia de COVID-19 | Cancel·lada a causa de la pandèmia de COVID-19 | Cancel·lada a causa de la pandèmia de COVID-19 | Cancel·lada a causa de la pandèmia de COVID-19 | 16            |
| 2024 Detalls | Kurdistan          | Cancel·lada per problemes de seguretat         | Cancel·lada per problemes de seguretat         | Cancel·lada per problemes de seguretat         | Cancel·lada per problemes de seguretat         | Cancel·lada per problemes de seguretat         | Cancel·lada per problemes de seguretat         | 16            |

## Palmarès
| Club           | Títols | Subcamp. | Anys dels campionats |
| -------------- | ------ | -------- | -------------------- |
| Comtat de Niça | 1      | 0        | 2014                 |
| Abkhàzia       | 1      | 0        | 2016                 |
| Transcarpàcia  | 1      | 0        | 2018                 |
| Illa de Man    | 0      | 1        | 2018                 |
| Panjab         | 0      | 1        | 2014                 |
| Xipre del Nord | 0      | 1        | 2016                 |

## Màxims golejadors
| Año  | Jugador        | Equip           | Gols |
| ---- | -------------- | --------------- | ---- |
| 2014 | Artur Elbaev   | Ossètia del Sud | 9    |
| 2016 | Amar Purewal   | Panjab          | 7    |
| 2018 | Kamaljit Singh | Panjab          | 6    |